# Zeci
Zeci is een plaats in de gemeente Žminj in de Kroatische provincie Istrië. De plaats telt 37 inwoners (2001).